# Premiul Nobel pentru Chimie 2003

Premiul Nobel pentru Chimie 2003 a fost acordat cercetătorilor în domeniul fizicii, chimiei, biologiei și medicinei  - Peter Agre și Roderick MacKinnon - pentru descoperirile privind structura canalelor la nivelul membranei celulare: canale de apă, respectiv de ioni și a mecanismului canalelor de ioni.
Explorarea acestui subiect de cercetare își are începuturile încă din secolul al XIX-lea , când era evidentă existența și necesitatea unui transfer selectiv de apă și săruri la nivelul membranei celulare. Ca orice temă de cercetare munca celor doi cercetători s-a bazat  pe cunoștințele cumulate ale domeniilor: fizică, chimie, biologie și medicină.

## Premiul Nobel pentru Chimie 2003
Întreaga materia vie este alcătuită din celule. O singură ființă umană o putem imagina ca o galaxie cu o sută de mii de  milioane de stele. Diferitele celule (musculare,  nervoase, ale rinichilor, etc.) acționează împreună într-un complicat sistem ,în care fiecare acțiune a unei celule implică acțiunea tuturor celulelor sistemului.
Prin intermediul descoperirilor privitor la canalele de ioni și canalele de apă ale membranelor celulare, în acest an laureații Premiului Nobel,PETER AGRE ȘI MACKINNON,au contribuit la cunoașterea legilor fundamentale din chimie privind funcționarea celulelor.Ei ne-au deschis ochii spre o fantastică  familie a mașinii celulare: canale,pereți și valve, toate fiind necesare în funcționarea celulei.
Orice presiune asupra celulei se rezolvă dacă pereții acesteia permit trecerea lichidului apos.Aspectul și funcționarea la nivelul porilor,a rămas multă vreme necunoscută biochimiștilor. În jurul anului 1990 Peter Agre a descoperit primul canal al lichidului apos.La fel ca multe altele, în interiorul celulelor vii a fost vorba de o  proteină. Moleculele de apă nu sunt singurele entități ce intră sau ies din celulă.Pentru sute de milioane de celule dintr-o zonă , trebuie să fie posibilă comunicarea pentru a acționa una la fel cu cealaltă. Semnalul trimis în și între celule  constă în ioni sau mici molecule. Acestea pornesc o reacție chimică în lanț care cauzează, tensionarea mușchilor ,umezirea ochilor -într-adevăr, controlând toate funcțiile corpului nostru. Semnalul în creierul nostru creează de asemenea astfel de reacții chimice. Era în 1998 când MacKinnon reușește să arate  pentru prima dată canalele de ioni la nivel atomic și împreună cu Peter Agre descoperă canalele de apă,o descoperire care deschide un nou domeniu de cercetare pentru biochimiști.
Consecințele medicale ale descoperirilor lui Agre și MacKinnon au de asemenea o mare importanță. 
Un număr mare de boli pot fi atribuite slabei funcționări în apă a canalelor de ioni  din corpul uman.Cu ajutorul cunoștințelor legate de aspectul și funcționalitatea celulei, se pot obține noi produse farmaceutice.
Fig.1 Pereții celulari sunt pe departe de a fi impenetrabili,ei sunt străbătuți de multe canale .Canalele sunt special adaptate pentru a permite trcerea unui anumit  tip de ion sau moleculă.

## Canalele de apă
Încă din secolul IXX era cunoscută necesitatea transferului de apă și săruri prin membranele celulelor.Din 1950,când era evidentă existența acestui transfer, au trecut 30 de ani până când să se realizeze că acei “pori celulari”  acționează ca filter selective nepermițând trecerea ionilor dar lăsând liberă trecerea moleculelor de apă. Sute de milioane de molecule trec într-o secundă printr-un singur canal.
Totuși,până în anul 1992 nu s-a putut explica modul în care aceste canale funcționează și nici cum arată.Începând cu anul 1980, Agre, a intrat pe linia dreaptă  studiind  mai multe membrane proteice din celulele roșii din sânge,găsind una asemănătoare în rinichi .Determinând că ambele au aceeași sevență peptidică și  secvență corespunzătoare ADN,a realizat  că aceasta este proteina căutată:canalul celular de apă. Ipoteza și-a demonstrat-o printr-un experiment simplu în care testa comportarea ,într-o soluție de apă, a celulelor cu proteină și a celor  fără proteină.Așa cum s-a așteptat, celulele cu proteină admit moleculele de apă ,prin procesul de osmoză,iar celelalte nu sunt afectate în nici un fel.De asemenea a testat ipoteza pe lipozomi(celule artificiale) implantând în membranele unora  proteina și a costatat aceeași diferență de comportament.

### Ce este osmoza?
Presiunea lichidului în celulele plantelor și animalelor este menținută prin osmoză. În osmoză, mici molecule (la fel ca apa) trec printr-o membrană semi-permeabilă. Dacă membrana nu admite macromolecule sau sărurile care sunt în concentrații mari pe o parte a membranei,micile molecule (apa) vor trece de această parte încercând să ‘diluieze’ substanțele ce nu pot trece prin membrane. Presiunea osmotică aparută astfel este motivul pentru care celulele sunt adesea umflate și tari, într-o tulpină de floare spre exemplu.
Fig.2 Experimentul lui Peter Agre cu celule conținând sau nu acuaporină.Acuaporina este necesară pentru a face celulele să absoarbă apă și să se umfle.
De asemenea Peter Agre știa că  ionii de mercur împiedică celulele să primească și să cedeze apa și a arătat că transportul de apă prin noua sa proteină, a fost împiedicat în același mod de mercur. Aceasta l-a făcut chiar și mai sigur că a descoperit ceea ce actual numim canalul de apă. Agre a numit proteina ‘por de apă’.
Cum lucreează un canal de apă ?  O problemă de aspect și funcționare.
În anul 2000 Agre ,împreună cu o echipă de cercetători, anunță prima imagine de rezoluție înaltă a structurii  tridimensionale a acuaporinei.Cu această dată,a fost posibilă determinarea modului de funcționare a canalelor de apă.Cum pot acestea să admită moleculele de apă și să nu admită  ionii sau alte molecule ? Membrana este,pentru început, permeabilă transferului de protoni. Acest lucru este deosebit de important pentru că diferența între concentratia de protoni din interiorul și exteriorul celulei este baza sistemului celular de stocare a energiei.
Selectivitatea este proprietatea centrală a canalului. Moleculele de apă își croiesc drumul prin canalul strâmt orientându-se în câmpul electric local format de atomii peretelui canalului. Protonii (mai bine zis ionii de hidroniu H3o+) sunt opriți din drum și respinși din cauza sarcinii lor pozitive.
Fig.3 Trecerea moleculelor de apă prin acuaporina1- AQP1.Datorită încărcării pozitive la centrul canalului, ionii încărcați pozitiv, cum ar fi ionii de hidroniu(H3O+), sunt respinși. Acest lucru previne trecerea de protoni prin canal.

### Importanța medicală a canelelor de apă
De-alungul ultimilor 10 ani, cunoștințele relativ la canalele de apă s-au dezvoltatat într-un subiect de cercetare de mare actualitate. Porii de apă      s-au dovedit a fi o mare familie proteică. Ele există în bacterii, plante și animale. Într-un sigur corp uman au fost descoperite cel puțin unsprezece variante diferite. Funcționalilatea acestor proteine a fost aratată în bacterii, în plante și în animale, cu focalizare pe rolul lor fiziologic. În ființele umane, canalele de apă joacă un rol important în rinichi. Rinichiul este un aparat ingenios pentru eliminarea subsanțelor ce nu mai sunt necesare în corp.
La nivelul capilarelor   glomerulare, care funcționează ca  o membrană ultrafiltrantă, apa, ionii și alte molecule mici părăsesc sângele sub formă de URINĂ PRIMARĂ (cu o compoziție electrolitică identică cu a plasmei dar lipsită de proteine-PLASMĂ DEPROTEINIZATĂ).  
După 24 de ore,este produsă cam 170 de litri de urină primară. Cea mai mare parte a acesteia este reabsorbită printr-o serie de mecanisme specifice, astfel încât numai aproximativ un litru de urină părăsește corpul într-o zi.
De la glomeruli, urina primară este trecută direct printr-un tub capilar unde cca.70% din apă este reabsorbită în sânge prin porii de apă (acvaporina1)AQP1. La sfârșitul tubului, încă 10% din apă este reabsorbită  printr-un por de apă similar, (acvaporina2)AQP2. Separat de aceștia , ionii de sodiu,potasiu și clor sunt de asemenea resorbiți în sânge. Hormonul antidiuretic (vasopresina) stimulează transportul AQP2 spre membranele celulelor din pereții tubului și prin urmare crește reabsorpția apei din urină. Oamenii cu deficiențe ale acestui hormon pot fi afectați de o boală infecțioasă numită diabet insipid cu o producție urinară zilnică de 10-15 litri.

## Canale de ioni
Primul fizician-chimist german Wilhem Ostwald (Premiul Nobel pentru chimie 1909) a propus în 1890 teoria conform căreia semnalele electrice măsurate în țesutul viu pot fi cauzate de traversarea membranei celulei de către ioni , idee care a fost repede acceptată. Noțiuni despre existența unor tipuri de canale strâmte au apărut în 1920. Doi oameni de știință britanici, Alan Hodgkin și Andrew Huxely au făcut o descoperire majoră la începutul anului 1950 si ca urmare au obținut Premiul Nobel în Fiziologie sau Medicină în 1963. Ei au arătat că transportul ionilor prin membranele celulelor nervoase, produce un semnal care converge de la o celulă nervoasă la alta ca într-o întrecere cu ștafetă. În primul rând ionii de sodiu și potasiu Na+ si Ka+ , care sunt activi în aceste  reacții.
Astfel cu mai bine de 50 de ani în urmă au fost bine dezvoltate cunoștințele despre rolul central al canalelor de ioni. În acest sens,era evident rolul selectiv al canalului la trecerea ionilor prin canal. La fel, trebuie să fie posibilă  deschiderea și închiderea canalului și uneori să conducă ionii doar înr-o singură direcție. Dar modul în care funcționează acest aparat molecular a rămas pentru mult timp un mister.
Semnalele electrice măsurate în țesutul viu au fost primele observații  sugestive asupra existenței transferului de ioni la nivelul membranei celulare (fizician-chimist  german Wilhem Ostwald -1890).
În anul 1970 s-a admis faptul că acest canal ionic este capabil să selecteze tipul de ioni, fiind echipat cu un fel de “filtru ionic”. De interes particular a fost găsirea unor canale care admit ionii de potasiu dar nu și pe cei de sodium, chiar dacă Na+ sunt mai mici ca  K+. De asemenea se bănuia rolul atomilor de oxigen în acest proces biochimic.
Progresul în acest domeniu de cercetare a devenit posibil doar după ce biochimistul, medicul și apoi fizicianul MacKinnon a reușit să obțină o imagine cu o rezoluție avansată , prin îmbunătățirea metodei de analiză cristalografică  cu raze X , a canalului de ioni   în aprilie 1998, numit KcsA.
Cu această imagine putem înțelege modul de filtrare a ionilor la nivelul membranelor celulare, vizualizând structura cristalografică a ionilor înconjurați de apă înainte și în spatele filtrului ionic al canalul de ioni.
În imaginea prezentată se observă că ionii de K+ , fiind mai mari, își păstrează legăturile cu atomii de oxigen în interiorul canalului ionic, pe când ionii de Na+, din cauza volumului mic nu-și poate păstra legăturile cu atomii de oxigen,ceea ce le face imposibilă înaintarea prin canalul ionic.Acest proces de filtrare, ce permite trecerea ionilor de potasiu fără consum de energie,  este un fel de transport selectiv  catalizat de ioni. 
Celula trebuie de asemenea să fie în stare să controleze deschiderea și închiderea canalelor de ioni. MacKinnon a arătat că acest lucru este realizat de un « senzor » molecular,care închide și deschide o poartă de trecere (gate) aflată la capătul inferior al canalului. Senzorii sunt specifici tipului de semnal. Prin conectarea diferiților senzori la canalele de ioni,natura a creat canale care corespund la un număr larg de semnale diferite.

### Canalul de slecție al ionilor
În cursul anului 1970 a fost arăt că acest canal de ioni este capabil să admită  doar un singur tip de ioni, pentru că acesta este echipat cu un fel de “filtru ioni”. De interes particular a fost găsirea unor canale care admit ionii de potasiu dar nu și pe cei de sodiu- chiar dacă ionii de sodiu sunt mai mici ca  ionii de potasiu. A fost suspectat faptul că atomii de oxigen au jucat un rol important în proteine ca  substituient pentru moleculele de apă cu care ionii de potasiu se înconjoară în solutia de apă și  de care trebuie să se elibereze în timp ce intră în canal.
Dar progresul care a urmat cu aceasta ipoteză a fost dificil- ceea ce era necesar acum obținerea unei imagini de rezoluție înaltă care la acel moment se putea obține numai prin cristalografia de raze X . Problema a fost  dificultatea de a determina structura membranei proteice și a canalelor de ioni cu această metodă. Membrana  proteinei din plante și animale este prea complicată și dificil de a lucra cu ea în comparație cu cea din bacterii. Folosind canalul proteic bacterian, care seamănă parțial cu canalele ionice umane, s-a încercat înaintarea pe această direcție de cercetare,mulți cercetători lucrând fără rezultatul scontat. Rezultate pozitive au venit dintr-o direcție neașteptată. Roderick MacKinnon, după ce a studiat biochimia, s-a întors la medicină și s-a calificat ca doctor în medicină. După ce a lucrat ca fizician câțiva ani, a devenit din ce în ce mai interesat de canalele de ioni și a început să facă cercetări în domeniu: «   Cariera  mea a început efectiv la vârsta de 30 de ani », a recunoscut el. Dar cariera lui s-a terminat repede. Realizând faptul că obținerea unei imagini de rezoluție mai bună reprezintă punctul forte al soluționării problemei legate de cunoașterea modului de funcționare a canalului de ioni, el decide să învețe fundamentele cristalografiei de raze X pentru a reuși să îmbunătățească acuratețea imaginii. Au trecut doar câțiva ani până când  toată comunitatea de cercetători să poată vizualiza o structură a unui canal de ioni. Aceasta a fost în aprilie 1998.

## Primul canal de ioni descris atom cu atom
În 1998 MacKinnon a determinat prima structură de rezoluție ridicată a unui canal de ioni numit KcsA.
MacKinnon  a descoperit pentru prima dată cum funcționează canalele de ioni la nivel atomic. Filtrul de ioni, care admite ionii de potasiu și îi stopează pe cei de sodiu ,putând fi studiat acum în detaliu. Nu numai că a fost posibil după mult timp să înțelegem cum ionii trec prin canal,dar pot fi de asemenea văzuți în structura cristalină- înconjurați de molecule de apă chiar înainte să intre în filtrul de ioni, direct în filtru, și când ei întâlnesc apa în cealaltă parte a filtrului. MacKinnon poate explica de ce ionii de potasiu sunt admiși în filtru iar cei de sodiu nu: pentru că distanța între ionii de potasiu și atomii de oxigen în filtru este aceeași cu  distanța dintre ionii de potasiu și atimii de oxigen în moleculele de apă din jurul ionilor de potasiu când aceștia sunt în afara filtrului. Astfel ionul de potasiu poate aluneca în filtru fără  rezistență. Oricum ionul de sodiu care este mai mic decât cel de potasiu nu poate trece prin canal. Aceasta din cauză că nu se potrivește printre atomii de oxigen în filtru și în consecință rămâne în soluția de apă. Abilitatea canalului de a permite ionului de potasiu să părăsească apa și să-i dea voie fără nici o schimbare să treacă, fără consum de energie ,este un fel de transport selectiv catalizat de ioni.
Celula trebuie de asemenea să fie capabilă să controleze deschiderea și închiderea canalelor de ioni. MacKinnon a arătat că aceasta este înfăptuită printr-o poartă la capătul canalului care este  deschisă și închisă de  un « senzor molecular ». Acest senzor este situat aproape de poartă. Fiecare senzor reactionează un tip de semnal, de  exemplu : o creștere în concentrație a  ionilor de calciu, o tensiune electrică pe membrana celulei sau producerea unui semnal molecular de un anumit tip. Prin conectarea  de senzori diferiți  la canalele de ioni, natura a creat canale care răspund la un număr mare de semnale diferite.
Fig.4 Canalele de ioni permit trecerea ionilor de K+ dar nu și de  Na+.  Atomii de oxigen ai filtrului de ioni formează un  mediu asemănător  mediului  apos din  afara filtrului. Celula poate cotrola  astfel deschiderea și închiderea canalului.
În exteriorul filtrului de ioni (A)
În exteriorul membranei celulare ionii sunt legați de moleculele de apă prin intermediul atomilor de oxigen la  distanțe identice .
În interiorul filtrului de apă (B)
Pentru ionii de potasiu, distanța față de ionii de oxigen în filtrul de ioni este aceeași ca și în cazul apei. Ionii de sodiu, care sunt mai mici, nu se potrivesc între atomii de oxigen în filtru. Acest lucru previne intrarea lor în canal.

## Înțelegerea bolilor
Deoarece întreaga materie vie este alcătuită din celule,înțelegem că este importantă cunoașterea funcționării acestora,ele dând detalii asupra stării de boală. Deshidratările în diferite moduri și sensibilitatea la căldură sunt legate de eficiența acuaporinilor.Valurile de căldură din Europa în anul 2003,de exemplu,au generat multe decese,care se explică prin imposibilitatea menținerii echilibrului fluidelor în corp.În aceste procese o importanță deosebită o au acuaporinii.
Dereglări în funcționarea canalelor de ioni pot conduce la boli serioase ale sistemului nervos și a celui muscular,de exemplu mușchii inimii. Aceasta face din canalele de ioni ținte importante pentru industria farmaceutică în producerea unor medicamente.Reabsorbtia apei este stimulată de vasopresină, despre care se stie, actualmente, că acționează prin inserția unui canal de apa - acvaporina 2 - în membrana celulelor de la nivelul tubului colector. Diabetul insipid nefrogenic congenital este produs de mutații la nivelul receptorului pentru vasopresină sau al genei pentru acvaporina 2. Unele forme de diabet insipid nefrogenic dobândit sunt asociate cu o exprimare slabă a acvaporinei 2. Invers, exprimarea puternică a acvaporinei 2 conduce la o reabsorbție crescută de apă. Determinarea concentrațiilor urinare de acvaporina 2 se poate dovedi utilă în diagnosticarea tulburărilor concentrațiilor sodiului, iar medicamentele care interferă cu axul vasopresina - acvaporina 2 sunt utile, probabil, în tratamentul acestor afectiuni.